# سیارک ۱۲۷۵۴۵
سیارک ۱۲۷۵۴۵ (به انگلیسی: 127545 Crisman، نامگذاری:2002XZ91) صد و بیست و هفت هزار و پانصد و چهل و پنجمین سیارک کشف شده‌است که در ۴ دسامبر ۲۰۰۲ کشف شد.